# نی مقدس (سرده)
نی مقدس (نام علمی: Nandina domestica) نام یک گونه از تیره زرشکیان است.